# Gentiana marceli-jouseaui
Gentiana marceli-jouseaui är en gentianaväxtart som beskrevs av J. J. Halda. Gentiana marceli-jouseaui ingår i släktet gentianor, och familjen gentianaväxter. Inga underarter finns listade i Catalogue of Life.